# Sony TC-D5

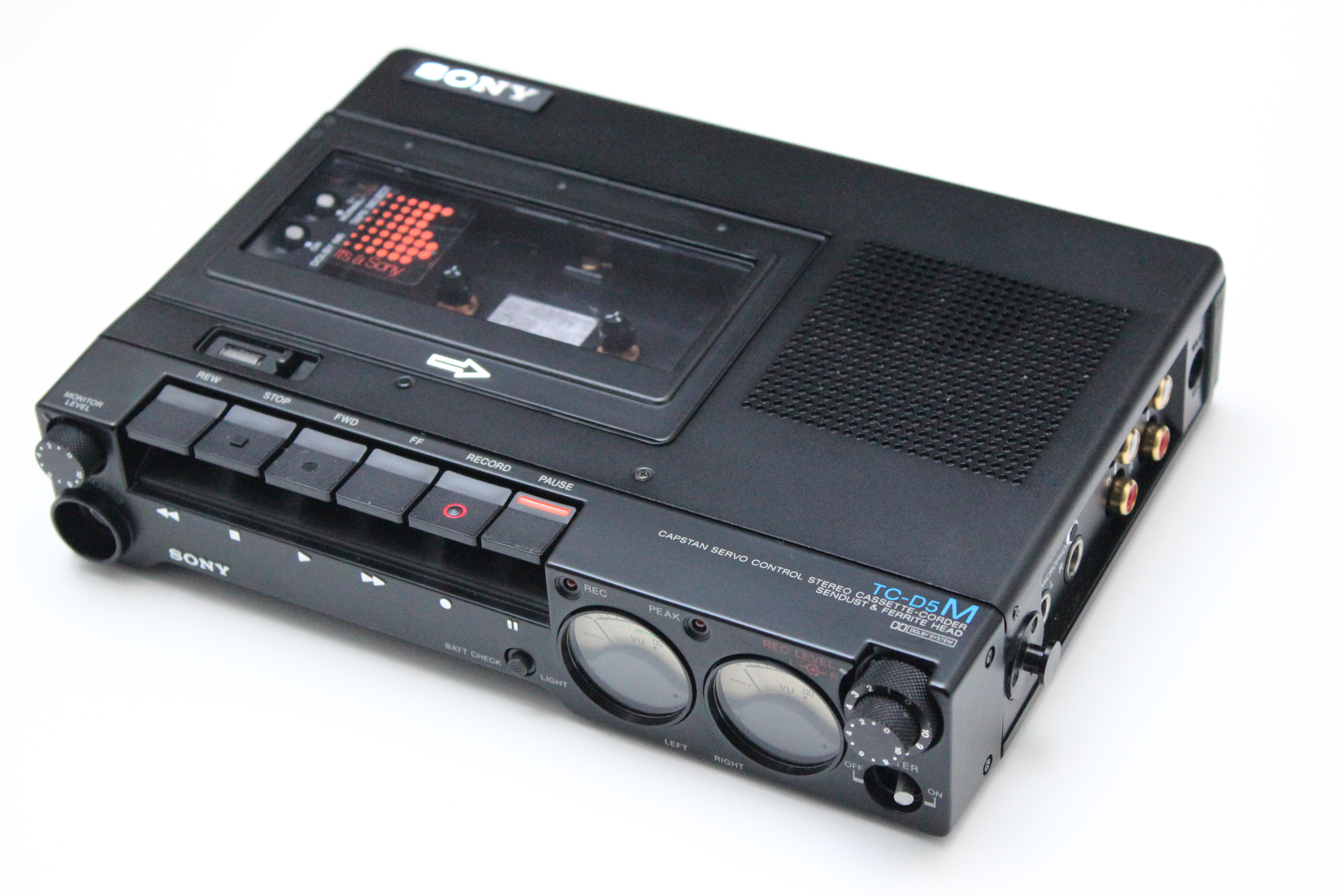
Sony TC-D5M

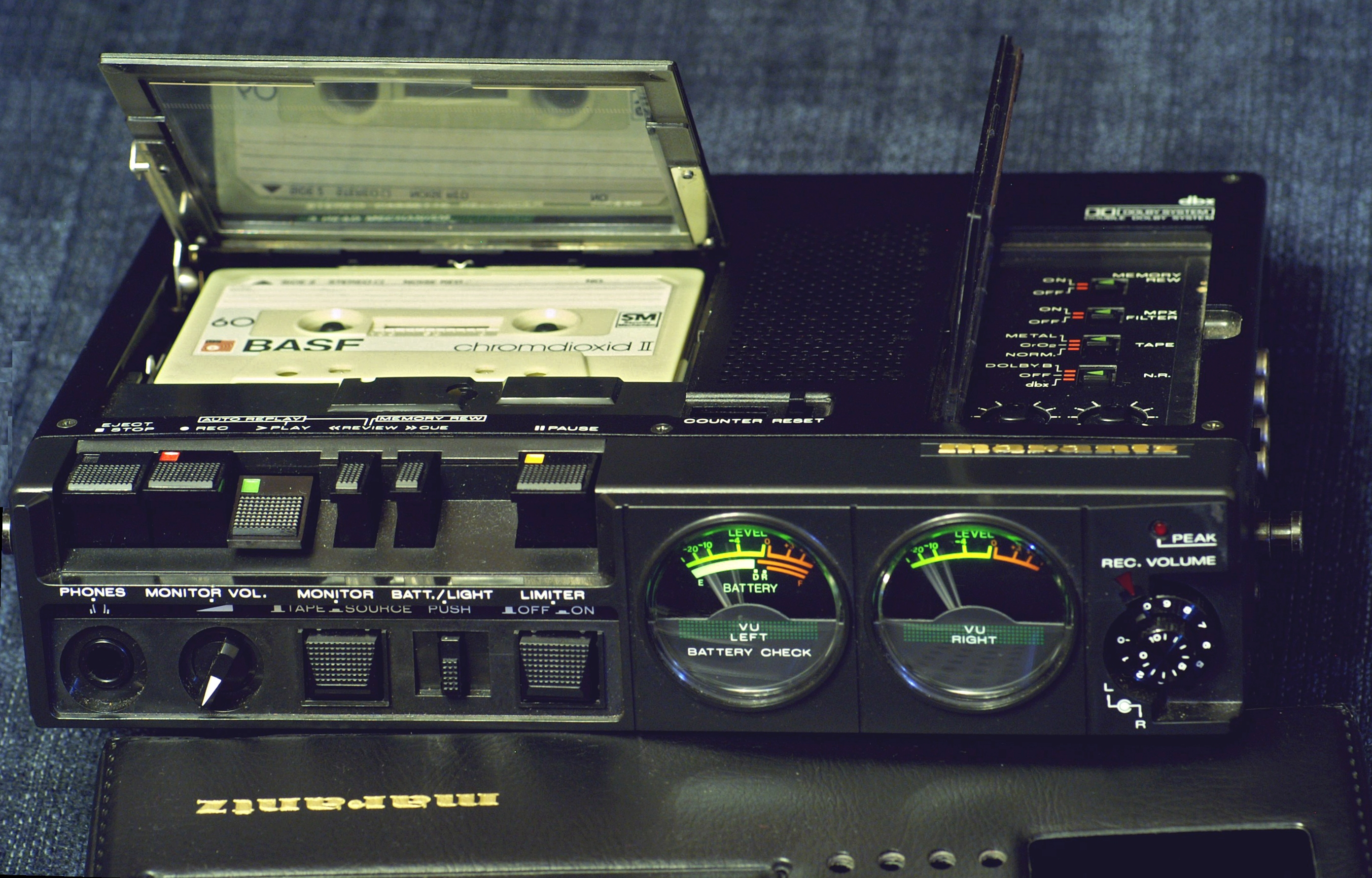
Der mit ähnlichen Funktionen ausgestattete CP 430 des Konkurrenten Marantz

Der Sony TC-D5 war ein professionelles tragbares Diktier- und Reportagegerät mit Audio-Kassette als Speichermedium. 
Sony baute die Geräte seit den 1980er Jahren. Die kompakten Geräte waren universell einsetzbar und als mobile Aufnahmeeinheiten bei Rundfunkanstalten beliebt. Nachdem digitale Rekorder immer günstiger wurden, verloren die Sony TC-D5s an Attraktivität. Die Geräte wurden bis 2004 produziert.

## Ausstattung TC-D5 M
Das Gerät kann auf Metallbänder aufnehmen und wurde als Diktiergerät verkauft. Die Geräte haben zwei beleuchtete Aussteuerungsmessgeräte (vu-Meter), einem Pegeldämpfungselement von −20 dB, Cinch-Eingänge und einen 6,3 mm Klinkenstecker als Kopfhörerausgang. Für den Betrieb mit Akkus wird eine Aufnahmedauer von 1,5 Stunden angegeben.

## Ausstattung TC-D5 PRO II
Die PRO-Geräte haben zusätzlich symmetrische Eingänge mit XLR-Buchsen. 

## Technik
Die Geräte können auf drei unterschiedliche Bandtypen eingestellt werden und haben einen geregelten Capstanantrieb. Die Vorverstärker der Mikrofoneingänge arbeiten mit einem günstigen Signal-Rausch-Verhältnis. Die Empfindlichkeit für die Mikrofoneingänge beim asymmetrischen TC-D5 M liegt bei 0,25 mV (−70 dB).

## Konkurrenz
Auf dem Markt der tragbaren Reportagegeräte machten Hersteller wie Marantz Sony Konkurrenz. Dank der hohen Produktionszahl konnten die Sony-Geräte meist billiger als die der Konkurrenz angeboten werden. 